# Collection (SS501迷你專輯)
《Collection》是韓國人氣男子組合SS501，自成員金賢重演出韓版「花樣男子」、朴政珉演出音樂劇「Grease」與許永生、金奎鐘、金亨俊組成『Triple S』發行「U R Man」special album 第五張韓文迷你專輯闊別一年零三個月後合體於2009年7月3日發行的迷你專輯。此專輯收錄由2008年6月18日線上公開音源的賢重與永生及奎鐘的獨唱新曲和2008年6月30日線上公開音源的政珉、亨俊的2首獨唱新曲及永生、奎鐘、亨俊「U R Man」時期所演唱的曲目共6首歌曲。
同年5月遠赴美國拉斯維加斯拍攝單曲海報寫真。並且個別為成員獨唱歌曲錄製單曲前導式預告片與製作長達20分鐘的劇情式音樂錄影帶－〈殺手輓歌〉。

## 音樂與錄製
- 《請對我好一點（제발 잘해줘）》是韓國著名作曲家황성제（BJJ MUSIC）團隊打造的歌曲，在황성제（BJJ MUSIC）全程監製之下更凸顯其對音樂的野心，集結金賢重個人風格與以往SS501風格有所不同，更為此曲散發不同色彩。
- 《空白的記憶（이름없는 기억）》是由音樂劇作曲家박세현譜曲，悲傷的旋律搭配許永生細膩的歌聲完美呈現永生親自填寫的歌詞帶給人們深沉的悲傷愛情故事。
- 《Wuss Up》是由Rain的專輯Rainism製作人태완 a.k.a "C-LUV"和新音樂製作團隊"STAR TRAK"與韓國人氣男子組合SS501中心金奎鐘所共同打造的動感舞曲。
- 《難道不能嗎?》是首充滿哀傷離別的傷感情歌，由韓國著名詞曲創作家한재호和김승수與朴政珉親自填詞演唱，加上狂戀樂團前成員擁有冷酷又具有魅力聲線的女聲Ji seon合唱的歌曲。於2009年7月17日，KBS〈音樂銀行〉朴政珉solo舞台『難道不能嗎?』正式展開宣傳[2]。
- 《HEY G》是首使用不同音色吉他與電子樂伴奏，以強調不斷重複的歌詞和旋律且為目前流行的Hook song[3]。歌詞為向所愛女人表達接受他對其積極的愛意內容。featuring則是由從TBNY出道與已參予許多嘻哈專輯合唱的女性RnB組合자이언(B-zion)成員Mellow演唱，此外此曲也是金亨俊與其弟金起範 共同參與製作的曲子[4]。正式於2009年8月8日，MBC〈Show! 音樂中心〉金亨俊solo舞台『Hey G』進行宣傳[5]。
- 《跟膽怯說bye bye》原為許永生、金奎鐘、金亨俊於日本發行的U R MAN SPECIAL ALBUM，REPACKAGE版主打歌曲，應歌迷粉絲們要求特收錄於此專輯中。

## 曲目
| 曲序     | 曲目                               |                     | 作曲                   | 编曲           | 製作人              | 演唱者                 | 时长  |
| -------- | ---------------------------------- | ------------------- | ---------------------- | -------------- | ------------------- | ---------------------- | ----- |
| 1.       | 請對我好一點（제발 잘해줘）        | 黃成在（BJJ MUSIC） | 黃成在（BJJ MUSIC）    |                | 黃成在（BJJ MUSIC） | 金賢重                 | 3:53  |
| 2.       | 空白的記憶（이름없는 기억）        | 許永生              | 朴世賢（박세현）             | STAR TRAK      | 朴世賢              | 許永生                 | 4:24  |
| 3.       | Wuss Up                            | 金太完（）          | 金太完                 |                | 金太完              | 金奎鐘                 | 3:03  |
| 4.       | 難道不能嗎?（하면은 안돼）         | 朴政珉              | 韓載昊（）, 金勝洙（김승수） | 韓載昊, 金勝洙 | 韓載昊, 金勝洙      | 朴政珉                 | 4:30  |
| 5.       | HEY G                              | 金亨俊（H&B）       | 金亨俊（H&B）          | NNN            | 金亨俊（H&B）       | 金亨俊                 | 3:37  |
| 6.       | 跟膽怯說bye bye（비겁하지 않겠어） | 韓尚元（한상원）          | 韓尚元                 | 韓尚元         | 韓尚元              | 許永生、金奎鐘、金亨俊 | 3:17  |
| 总时长： | 总时长：                           | 总时长：            | 总时长：               | 总时长：       | 总时长：            | 总时长：               | 22:45 |

## 音樂錄影帶
| 年份 | 日期              | 名稱                                                | 備註                                                                                  |
| ---- | ----------------- | --------------------------------------------------- | ------------------------------------------------------------------------------------- |
| 2009 | 06月15日          | Wuss Up MV Teaser 57秒                              | 透過DSP官方網站及GOM TV等影音網站公開                                                 |
| 2009 | 06月16日          | 請對我好一點 MV Teaser 60秒（页面存档备份，存于）   | 透過DSP官方網站及GOM TV等影音網站公開                                                 |
| 2009 | 06月17日          | HeyG MV Teaser 01:04秒（页面存档备份，存于）        | 透過DSP官方網站及GOM TV等影音網站公開                                                 |
| 2009 | 06月18日          | 空白的記憶 MV Teaser 55秒（页面存档备份，存于）     | 透過DSP官方網站及GOM TV等影音網站公開                                                 |
| 2009 | 06月19日          | 難道不能嗎? MV Teaser 01:06秒（页面存档备份，存于） | 透過DSP官方網站及GOM TV等影音網站公開                                                 |
| 2009 | 06月22日 06月29日 | 完整〈殺手輓歌〉 MV 分1、2篇                        | 韓國下午5時0分透過GOM TV公開。 華納〈殺手輓歌〉中文字幕33分鐘MV（页面存档备份，存于） |

## 註解
1. ↑  分別在6月15~6月19日公開
2. ↑  5月30日錄製完畢
飾演 朴政珉未婚妻為韓國著名演員李泰林（이태임）；刀疤為韓國著名演員鄭義甲（정의갑）
連結為詳細劇情人物解說 （页面存档备份，存于）
金賢重的最終結局已在SS501《THE FIRST PERSONA ASIA TOUR亞洲巡迴演唱會》中個人SOLO前播放的MV中完整交代

## 外部連結
- SS501韓國官方網站
- 金賢重個人韓國官方網站（页面存档备份，存于）
- （日語）金賢重個人日本官方網站（页面存档备份，存于）
- 許永生個人韓國官方網站
- （日語）許永生個人日本官方網站
- 金奎鐘個人韓國官方網站（页面存档备份，存于）
- （日語）金奎鐘個人日本官方網站
- 朴政珉個人韓國官方網站（页面存档备份，存于）
- （日語）朴政珉個人日本官方網站
- 金亨俊個人韓國官方網站
- （日語）金亨俊個人日本官方網站（页面存档备份，存于）